# Academia de Bellas Artes Jan Matejko de Cracovia
La Academia de Bellas Artes Jan Matejko de Cracovia (en polaco: Akademia Sztuk Pięknych im. Jana Matejki w Krakowie, abreviada como ASP) es una institución pública de enseñanza superior emplazada en el centro de Cracovia. Fue inaugurada en 1818, por lo que es la academia de bellas artes más antigua de Polonia, y cuenta con plena autonomía desde 1873.

## Historia
Inicialmente, la Academia de Bellas Artes se llamaba Escuela de Dibujo y Pintura (Szkoła Rysunku i Malarstwa) y era una subdivisión del Departamento de Literatura de la Universidad Jagellónica. Algunos de sus profesores en esta primera etapa fueron Antoni Brodowski y Franciszek Ksawery Lampi.
En 1873 fue reconocida como una institución independiente de enseñanza superior y renombrada a Escuela de Bellas Artes  (Szkoła Sztuk Pięknych). El primer director de la Academia fue el pintor Jan Matejko, quien introdujo a otros artistas de renombre, como Jan Nepomucen Głowacki, Florian Cynk, Aleksander Gryglewski y Leopold Loeffler, para impartir clases. El edificio principal, diseñado con un estilo neoclásico por Maciej Moraczewski, fue construido en 1879 en la que hoy se conoce como Plaza Matejko. Entre 1893 y 1895, la Academia estuvo dirigida por Władysław Łuszczkiewicz, quien además fue conservador de monumentos arquitectónicos en la ciudad.
Tras la muerte de Matejko en 1893, Julian Fałat ocupó el puesto de director de la escuela entre 1895 y 1909. Fałat le proporcionó una nueva dirección al contratar como instructores a artistas asociados con las filosofías artísticas contemporáneas, tales como Teodor Axentowicz, Jacek Malczewski (el padre del simbolismo polaco), Jan Stanisławski, Leon Wyczółkowski, Konstanty Laszczka, Józef Mehoffer, Stanisław Wyspiański, Wojciech Weiss y Józef Pankiewicz, entre otros. También renombró la Escuela a Academia de Bellas Artes.
En el centenario de su fundación, en 1979, la Academia volvió a cambiar de nombre para honrar a su fundador y primer presidente, Jan Matejko.
En 2008, la Academia se incorporó a Icograda (el Consejo Internacional de Asociaciones de Diseño Gráfico), siendo así el primer miembro educativo de la organización en Polonia.

## Estudiantes y profesores célebres
- Xawery Dunikowski
- Józef Gosławski
- Artur Grottger
- Tadeusz Kantor
- Igor Mitoraj
- Wilhelm Sasnal
- Edward Rydz-Śmigły
- Andrzej Wajda
- Stanisław Wyspiański